# Malý Šariš
Malý Šariš (in ungherese Kissáros, in tedesco Klein-Scharosch) è un comune della Slovacchia facente parte del distretto di Prešov, nella regione omonima.